# Lina Vianden
Lina Katharina Vianden (* 25. Juni 2002 in Brühl) ist eine deutsche Fußballspielerin.

## Karriere

### Vereine
Vianden begann für den in Bliesheim, einem Stadtteil von Erftstadt im Rhein-Erft-Kreis, ansässigen Bliesheimer Ballspielclub mit dem Fußballspielen. Im weiteren Verlauf spielte sie bis ins Jahr 2016 für den SSV Rot-Weiß Ahrem aus dem gleichnamigen Stadtteil von Erftstadt.
In der Saison 2016/17 kam sie für die B-Juniorinnen der zweiten Mannschaft des 1. FC Köln in 16 Punktspielen in der Regionalliga West zum Einsatz, in denen sie drei Tore erzielte. Von 2017 bis 2019 spielte sie für den 1. FC Köln in der Staffel West/Südwest der B-Juniorinnen-Bundesliga; in dieser Zeit erzielte sie sechs Tore in 32 Punktspielen. Danach, bis Saisonende 2021/22, spielte sie für die Zweitvertretung des 1. FC Köln in der drittklassigen Regionalliga West und wurde in 33 Punktspielen eingesetzt, in denen sie vier Tore erzielte. Damit hatte sie Anteil an der Meisterschaft in dieser Spielklasse und dem Aufstieg in die 2. Bundesliga. In dieser Spielklasse bestritt sie drei Punktspiele, die allesamt verloren wurden.  Obwohl ihre Mannschaft auf Platz 13 von 14 teilnehmenden Mannschaften in die Regionalliga West absteigen musste, spielte sie eine weitere Saison in der 2. Bundesliga. Der dort vertretene Verein 1. FFC Turbine Potsdam hatte sie verpflichtet. Mit 23 von 26 Saisonspielen trug sie zur Meisterschaft in dieser Spielklasse bei, verbunden mit dem Aufstieg in die Bundesliga. Ihr Debüt in der höchsten Spielklasse gab sie am 28. September 2024 (4. Spieltag) bei der 0:3-Niederlage im Heimspiel gegen RB Leipzig.
Am 26. Juli 2025 wurde sie vom Drittligisten Türkiyemspor Berlin verpflichtet.

### Auswahl- / Nationalmannschaft
Vianden kam als Spielerin der Auswahlmannschaft des Fußball-Verbandes Mittelrhein in den Altersklassen U14 (2015 und 2016; 8 Spiele/1 Tor), U16 (2017 und 2018; 8/0) und U18 (2018 und 2019; 8/0) in den Turnieren um den DFB-Länderpokal an der Sportschule Wedau in Duisburg zum Einsatz.
Für die Nachwuchsnationalmannschaften des DFB kam sie in den Altersklassen U15, U16 und U17 in einem Zeitraum von zwei Jahren in 13 Länderspielen zum Einsatz. Ihr Debüt als Nationalspielerin gab sie in der U15-Nationalmannschaft, die am 11. Dezember 2016 in Tubize das in Freundschaft ausgetragene Länderspiel gegen die U15-Nationalmannschaft Belgiens mit 2:0 gewann. Ihr erstes (gegenwärtig einziges) Länderspieltor erzielte sie am 17. Mai 2017 in Spelle beim 2:0-Sieg im Freundschaftsspiel gegen die U15-Nationalmannschaft der Niederlande mit dem Treffer zum 2:0 in der Nachspielzeit der ersten Spielzeit.
Mit der U16-Nationalmannschaft nahm sie im Jahr 2018 am Turnier um den Nordic-Cup teil und wurde in vier Spielen eingesetzt. Ferner bestritt sie drei Spiele in Vila Real de Santo António im Rahmen des UEFA Development Tournaments. Am 15. Februar wurde die U16-Nationalmannschaft Portugals mit 4:1 bezwungen, zwei Tage später hingegen wurde das Spiel gegen die U16-Nationalmannschaft der Niederlande mit 0:1 verloren. Abschließend wurde der Sieg über die U16-Nationalmannschaft Italiens mit 4:2 erst im Elfmeterschießen errungen. Ihre letzten beiden Länderspiele bestritt sie für die Deutschland U17; am 28. August 2018 wurde das in Wangen im Allgäu in Freundschaft ausgetragene Länderspiel gegen die Schweizer U17-Nationalmannschaft mit 4:0 gewonnen, das am 12. Dezember 2018 in Duisburg in Freundschaft ausgetragene Länderspiel gegen die U17-Nationalmannschaft der Niederlande hingegen mit 0:2 verloren.

## Erfolge
- Zweitligameister 2024 und Aufstieg in die Bundesliga
- Meister Regionalliga West 2022 und Aufstieg in die 2. Bundesliga